# Las Salas del Comtal
Las Salas del Comtal (en francès Salles-la-Source) és un municipi francès situat al departament de l'Avairon i a la regió d'Occitània.

## Demografia
| 1962                                       | 1968  | 1975  | 1982  | 1990  | 1999  | 2006  |
| ------------------------------------------ | ----- | ----- | ----- | ----- | ----- | ----- |
| 1.293                                      | 1.141 | 1.187 | 1.294 | 1.594 | 1.800 | 1.935 |
| Des de 1962: població sense dobles comptes |       |       |       |       |       |       |

## Administració
| Període   | Identitat      | Partit        |
| --------- | -------------- | ------------- |
| 1995-2008 | Bernard Cazals |               |
| 2008-     | Robert Caule   | Divers droite |